# Список депутатов Государственной думы Российской Федерации III созыва
В статье приводится состав Государственной думы Федерального собрания Российской Федерации третьего созыва по результатам выборов 19 декабря 1999 года, а также итоговый список депутатов Государственной думы, который отличается от изначального ввиду досрочного прекращения полномочий некоторых депутатов (из-за смерти или в результате добровольного сложения полномочий), а также перехода из одной фракции в другую или выхода ряда депутатов из любых фракций. Освободившиеся мандаты депутатов, избранных по одномандатным округам, заполняются посредством дополнительных выборов в этих же округах, а депутатов, избранных по партийным спискам, — посредством их передачи другим кандидатам из того же списка.

## Персональный составГосударственной Думы России III созыва
Выбывшие депутаты выделены наклонным шрифтом.
| ФИО                                   | Дата начала полномочий | Блок (партия)      | Фракция (депутатская группа) | Округ |
| ------------------------------------- | ---------------------- | ------------------ | ---------------------------- | ----- |
| Абраменков, Дмитрий Николаевич        | 18.01.2000             | КПРФ               | КПРФ                         | 168   |
| Абрамович, Роман Аркадьевич           | 18.01.2000             | Самовыдвижение     | Вне фракций                  | 223   |
| Аверченко, Владимир Александрович     | 18.01.2000             | Самовыдвижение     | Народный депутат             | 142   |
| Азарова, Надежда Борисовна            | 18.01.2000             | ОВР                | О-ЕР                         | фед.  |
| Аксаков, Анатолий Геннадьевич         | 18.01.2000             | Самовыдвижение     | Народный депутат             | 33    |
| Александров, Алексей Иванович         | 18.01.2000             | ОВР                | Е-ЕР                         | фед.  |
| Алексеев, Алексей Алексеевич          | 18.01.2000             | Медведь            | Е-ЕР                         | фед.  |
| Алкснис, Виктор Имантович             | 07.04.2000             | Самовыдвижение     | Регионы России               | 110   |
| Алтухов, Василий Петрович             | 29.11.2000             | КПРФ               | КПРФ                         | фед.  |
| Алферов, Жорес Иванович               | 18.01.2000             | КПРФ               | КПРФ                         | фед.  |
| Амиров, Курбан-Али Амирович           | 18.01.2000             | Медведь            | Е-ЕР                         | фед.  |
| Амирханов, Алихан Хусейнович          | 20.04.2001             | Самовыдвижение     | КПРФ                         | 12    |
| Анненский, Игорь Александрович        | 18.01.2000             | КПРФ               | КПРФ                         | фед.  |
| Анохин, Павел Викторович              | 18.01.2000             | Самовыдвижение     | Е-ЕР                         | 139   |
| Апарин, Иван Васильевич               | 18.01.2000             | Самовыдвижение     | АПГ                          | 37    |
| Апарина, Алевтина Викторовна          | 18.01.2000             | КПРФ               | КПРФ                         | фед.  |
| Апатенко, Сергей Николаевич           | 18.01.2000             | Медведь            | Е-ЕР                         | фед.  |
| Арбатов, Алексей Георгиевич           | 18.01.2000             | Яблоко             | Яблоко                       | фед.  |
| Арефьев, Николай Васильевич           | 18.01.2000             | КПРФ               | КПРФ                         | фед.  |
| Артемьев, Анатолий Иванович           | 18.01.2000             | КПРФ               | АПГ                          | 175   |
| Артемьев, Игорь Юрьевич               | 18.01.2000             | Яблоко             | Яблоко                       | фед.  |
| Асеев, Владимир Михайлович            | 28.03.2002             | Самовыдвижение     | Е-ЕР                         | 221   |
| Аслаханов, Асланбек Ахмедович         | 25.08.2000             | Самовыдвижение     | О-ЕР                         | 31    |
| Астраханкина, Татьяна Александровна   | 18.01.2000             | КПРФ               | АПГ                          | 173   |
| Афанасьев, Александр Михайлович       | 18.01.2000             | КПРФ               | АПГ                          | фед.  |
| Афанасьев, Сергей Николаевич          | 18.01.2000             | КПРФ               | КПРФ                         | 159   |
| Ахметханов, Салимхан Миннеханович     | 18.01.2000             | Самовыдвижение     | Народный депутат             | 24    |
| Багишаев, Зайнулла Абдулгалимович     | 18.01.2000             | ОВР                | О-ЕР                         | фед.  |
| Бакиев, Рим Сагитович                 | 18.01.2000             | ОВР                | О-ЕР                         | фед.  |
| Баранников, Александр Евгеньевич      | 18.01.2000             | Медведь            | СПС                          | фед.  |
| Баржанова, Маргарита Валерьевна       | 18.01.2000             | СПС                | О-ЕР                         | фед.  |
| Барлыбаев, Халиль Абубакирович        | 18.01.2000             | ОВР                | Регионы России               | 6     |
| Баскаев, Аркадий Георгиевич           | 07.04.2000             | Самовыдвижение     | Народный депутат             | 108   |
| Басов, Владимир Васильевич            | 05.04.2002             | Единство           | КПРФ                         | 119   |
| Басыгысов, Виталий Николаевич         | 18.01.2000             | Самовыдвижение     | Народный депутат             | 20    |
| Безбородов, Николай Максимович        | 18.01.2000             | Самовыдвижение     | Регионы России               | 95    |
| Бездольный, Александр Васильевич      | 18.01.2000             | Медведь            | Е-ЕР                         | фед.  |
| Белоусов, Александр Николаевич        | 18.01.2000             | Самовыдвижение     | Народный депутат             | 153   |
| Беляев, Леонид Анатольевич            | 18.01.2000             | Медведь            | Е-ЕР                         | фед.  |
| Беляков, Александр Семёнович          | 18.01.2000             | Медведь            | Е-ЕР                         | фед.  |
| Бенедиктов, Николай Анатольевич       | 18.01.2000             | КПРФ               | КПРФ                         | фед.  |
| Березовский, Борис Абрамович          | 18.01.2000             | Самовыдвижение     | Вне фракций                  | 15    |
| Билалов, Ахмед Гаджиевич              | 18.01.2000             | Медведь            | Е-ЕР                         | фед.  |
| Биндюков, Николай Гаврилович          | 18.01.2000             | КПРФ               | КПРФ                         | фед.  |
| Бичелдей, Каадыр-оол Алексеевич       | 18.01.2000             | Медведь            | Е-ЕР                         | фед.  |
| Бойко, Вячеслав Андреевич             | 18.01.2000             | КПРФ               | КПРФ                         | 86    |
| Бондарь, Вадим Николаевич             | 18.01.2000             | СПС                | СПС                          | фед.  |
| Боос, Георгий Валентинович            | 18.01.2000             | ОВР                | О-ЕР                         | 196   |
| Бородай, Виктор Иванович              | 18.01.2000             | Медведь            | Вне фракций                  | фед.  |
| Ботка, Николай Петрович               | 18.01.2000             | Медведь            | Е-ЕР                         | 100   |
| Брусникин, Николай Юрьевич            | 18.01.2000             | СПС                | СПС                          | фед.  |
| Брынцалов, Владимир Алексеевич        | 18.01.2000             | РСП                | Е-ЕР                         | 111   |
| Бугера, Михаил Евгеньевич             | 18.01.2000             | ОВР                | Регионы России               | фед.  |
| Будажапов, Сергей Пурбуевич           | 18.01.2000             | КПРФ               | КПРФ                         | фед.  |
| Булавинов, Вадим Евгеньевич           | 18.01.2000             | Самовыдвижение     | Народный депутат             | 120   |
| Булаев, Николай Иванович              | 18.01.2000             | ОВР                | О-ЕР                         | фед.  |
| Буратаева, Александра Манджиевна      | 04.02.2000             | Медведь            | Е-ЕР                         | 14    |
| Бурдуков, Павел Тимофеевич            | 18.01.2000             | КПРФ               | АПГ                          | 85    |
| Бурлуцкий, Юрий Иванович              | 18.01.2000             | КПРФ               | КПРФ                         | фед.  |
| Бурулько, Александр Петрович          | 18.01.2000             | КПРФ               | АПГ                          | 39    |
| Буткеев, Владимир Анатольевич         | 18.01.2000             | Самовыдвижение     | Регионы России               | 103   |
| Быков, Владимир Иванович              | 18.01.2000             | Медведь            | Е-ЕР                         | фед.  |
| Васильев, Максим Игоревич             | 18.01.2000             | ОВР                | О-ЕР                         | 112   |
| Веретено, Александр Константинович †  | 18.01.2000             | Самовыдвижение     | Вне фракций                  | 130   |
| Ветров, Константин Владимирович       | 18.01.2000             | ЛДПР               | ЛДПР                         | фед.  |
| Винидиктов, Александр Николаевич      | 12.10.2001             | Самовыдвижение     | Регионы России               | 58    |
| Владиславлев, Александр Павлович      | 04.02.2000             | ОВР                | О-ЕР                         | фед.  |
| Войтенко, Виктор Петрович             | 18.01.2000             | Самовыдвижение     | Народный депутат             | 188   |
| Волков, Владимир Николаевич           | 18.01.2000             | Самовыдвижение     | КПРФ                         | 133   |
| Волковский, Василий Иванович          | 18.01.2000             | Медведь            | О-ЕР                         | фед.  |
| Володин, Вячеслав Викторович          | 18.01.2000             | ОВР                | О-ЕР                         | фед.  |
| Воробьев, Эдуард Аркадьевич           | 18.01.2000             | СПС                | СПС                          | фед.  |
| Воронцова, Зоя Ивановна               | 18.01.2000             | КПРФ               | КПРФ                         | 35    |
| Воротников, Валерий Павлович          | 18.01.2000             | Духовное наследие  | Народный депутат             | 167   |
| Вульф, Андрей Юрьевич                 | 12.04.2001             | Медведь            | СПС                          | фед.  |
| Вшивцев, Владимир Сергеевич           | 18.01.2000             | Медведь            | Е-ЕР                         | фед.  |
| Гайдар, Егор Тимурович                | 18.01.2000             | СПС                | СПС                          | фед.  |
| Гайнуллина, Фарида Исмагиловна        | 18.01.2000             | ОВР                | О-ЕР                         | фед.  |
| Галичанин, Евгений Николаевич         | 18.01.2000             | Медведь            | Е-ЕР                         | фед.  |
| Галушкин, Василий Иванович            | 18.01.2000             | Самовыдвижение     | О-ЕР                         | 69    |
| Гальченко, Валерий Владимирович       | 18.01.2000             | Самовыдвижение     | Народный депутат             | 104   |
| Гаманенко, Александр Иванович         | 18.01.2000             | КПРФ               | АПГ                          | фед.  |
| Гамза, Геннадий Ефимович              | 18.01.2000             | КПРФ               | КПРФ                         | фед.  |
| Гамзатова, Хаписат Магомедовна        | 18.01.2000             | КПРФ               | КПРФ                         | фед.  |
| Гартунг, Валерий Карлович             | 18.01.2000             | Самовыдвижение     | Регионы России               | 186   |
| Гасанов, Магомедкади Набиевич         | 18.01.2000             | ОВР                | О-ЕР                         | фед.  |
| Гвоздева, Светлана Николаевна         | 18.01.2000             | Медведь            | Е-ЕР                         | 161   |
| Генералов, Сергей Владимирович        | 18.01.2000             | Самовыдвижение     | СПС                          | 45    |
| Герасименко, Николай Фёдорович        | 18.01.2000             | Самовыдвижение     | Народный депутат             | 36    |
| Гимаев, Рагиб Насретдинович           | 18.01.2000             | Самовыдвижение     | Регионы России               | 3     |
| Гималов, Рафаэль Имамович             | 18.01.2000             | Самовыдвижение     | О-ЕР                         | 217   |
| Глазьев, Сергей Юрьевич               | 18.01.2000             | КПРФ               | КПРФ                         | фед.  |
| Глебова, Любовь Николаевна            | 18.01.2000             | СПС                | СПС                          | фед.  |
| Говорухин, Станислав Сергеевич        | 18.01.2000             | ОВР                | О-ЕР                         | фед.  |
| Головлёв, Владимир Иванович           | 18.01.2000             | СПС                | Вне фракций                  | фед.  |
| Голубков, Анатолий Иванович           | 18.01.2000             | ОВР                | АПГ                          | 180   |
| Гончар, Николай Николаевич            | 18.01.2000             | Самовыдвижение     | Вне фракций                  | 202   |
| Горячева, Светлана Петровна           | 18.01.2000             | КПРФ               | Вне фракций                  | 51    |
| Гостев, Руслан Георгиевич             | 18.01.2000             | КПРФ               | КПРФ                         | 75    |
| Грачёв, Владимир Александрович        | 18.01.2000             | Медведь            | Е-ЕР                         | фед.  |
| Грачёв, Иван Дмитриевич               | 18.01.2000             | ОВР                | Вне фракций                  | фед.  |
| Гребенников, Валерий Васильевич       | 18.01.2000             | ОВР                | О-ЕР                         | 193   |
| Гребенюк, Владимир Дмитриевич         | 18.01.2000             | Самовыдвижение     | Регионы России               | 147   |
| Грешневиков, Анатолий Николаевич      | 18.01.2000             | РОС                | Регионы России               | 190   |
| Гришанков, Михаил Игнатьевич          | 18.01.2000             | Самовыдвижение     | Народный депутат             | 184   |
| Гришин, Виктор Иванович               | 18.01.2000             | ОВР                | О-ЕР                         | 19    |
| Гришуков, Владимир Витальевич         | 18.01.2000             | КПРФ               | КПРФ                         | 49    |
| Громов, Борис Всеволодович            | 18.01.2000             | ОВР                | О-ЕР                         | фед.  |
| Грызлов, Борис Вячеславович           | 18.01.2000             | Медведь            | Е-ЕР                         | фед.  |
| Губенко, Николай Николаевич           | 18.01.2000             | КПРФ               | КПРФ                         | фед.  |
| Губский, Николай Васильевич           | 28.05.2003             | ОВР                | О-ЕР                         | фед.  |
| Гудков, Геннадий Владимирович         | 21.03.2001             | Самовыдвижение     | Народный депутат             | 106   |
| Гузанов, Алексей Анатольевич          | 18.01.2000             | ЛДПР               | Е-ЕР                         | фед.  |
| Гуков, Виталий Владимирович           | 18.01.2000             | ОВР                | О-ЕР                         | фед.  |
| Гуров, Александр Иванович             | 18.01.2000             | Медведь            | Е-ЕР                         | фед.  |
| Гусенков, Владимир Петрович †         | 18.01.2000             | Самовыдвижение     | О-ЕР                         | 116   |
| Гуцериев, Михаил Сафарбекович         | 18.01.2000             | Самовыдвижение     | Вне фракций                  | 12    |
| Гуцериев, Саит-Салам Сафарбекович     | 18.01.2000             | ЛДПР               | О-ЕР                         | фед.  |
| Давыдов, Александр Семёнович          | 18.01.2000             | КПРФ               | АПГ                          | фед.  |
| Дайхес, Николай Аркадьевич            | 18.01.2000             | КПРФ               | КПРФ                         | фед.  |
| Данченко, Борис Иванович              | 18.01.2000             | КПРФ               | АПГ                          | 144   |
| Демин, Владислав Анатольевич          | 18.01.2000             | ЛДПР               | ЛДПР                         | фед.  |
| Денисов, Николай Григорьевич          | 23.05.2001             | Самовыдвижение     | АПГ                          | 43    |
| Динес, Игорь Юрьевич                  | 18.01.2000             | Медведь            | Е-ЕР                         | фед.  |
| Дмитриева, Оксана Генриховна          | 18.01.2000             | ОВР                | Вне фракций                  | 213   |
| Дорогин, Валерий Фёдорович            | 07.04.2000             | Самовыдвижение     | Регионы России               | 87    |
| Драганов, Валерий Гаврилович          | 18.01.2000             | ОВР                | О-ЕР                         | 191   |
| Драпеко, Елена Григорьевна            | 18.01.2000             | КПРФ               | АПГ                          | фед.  |
| Дружинин, Геннадий Иннокентьевич      | 18.01.2000             | Самовыдвижение     | Народный депутат             | 224   |
| Дубов, Владимир Матвеевич             | 18.01.2000             | ОВР                | О-ЕР                         | фед.  |
| Егиазарян, Ашот Геворкович            | 18.01.2000             | ЛДПР               | ЛДПР                         | фед.  |
| Емельянов, Михаил Васильевич          | 18.01.2000             | Яблоко             | Яблоко                       | 146   |
| Ермакова, Эльвира Леонидовна          | 18.01.2000             | Медведь            | Е-ЕР                         | фед.  |
| Етылин, Владимир Михайлович           | 10.07.2001             | Самовыдвижение     | Народный депутат             | 223   |
| Ждакаев, Иван Андреевич               | 18.01.2000             | Самовыдвижение     | АПГ                          | 160   |
| Жириновский, Владимир Вольфович       | 18.01.2000             | ЛДПР               | ЛДПР                         | фед.  |
| Житинкин, Сергей Владимирович         | 18.01.2000             | Медведь            | Е-ЕР                         | фед.  |
| Жуков, Александр Дмитриевич           | 18.01.2000             | ОВР                | Регионы России               | 199   |
| Журавлёв, Владимир Клавдиевич         | 16.02.2002             | Медведь            | Е-ЕР                         | фед.  |
| Загидуллин, Сергей Ильгизович         | 18.01.2000             | Самовыдвижение     | Народный депутат             | 189   |
| Задорнов, Михаил Михайлович           | 18.01.2000             | Яблоко             | Яблоко                       | 201   |
| Зайцев, Константин Борисович          | 18.01.2000             | Самовыдвижение     | Регионы России               | 80    |
| Залепухин, Николай Петрович           | 18.01.2000             | Медведь            | Е-ЕР                         | фед.  |
| Залиханов, Михаил Чоккаевич           | 18.01.2000             | ОВР                | О-ЕР                         | фед.  |
| Захаров, Алексей Константинович       | 18.09.2003             | Яблоко             | Яблоко                       | фед.  |
| Захаров, Иван Васильевич              | 18.01.2000             | КПРФ               | КПРФ                         | фед.  |
| Зеленов, Евгений Алексеевич           | 18.01.2000             | Самовыдвижение     | Регионы России               | 123   |
| Зиятдинова, Флюра Газизовна           | 18.01.2000             | ОВР                | Регионы России               | 25    |
| Золотилин, Сергей Александрович       | 18.01.2000             | КПРФ               | АПГ                          | фед.  |
| Зоркальцев, Виктор Ильич              | 18.01.2000             | КПРФ               | КПРФ                         | фед.  |
| Зорькин, Вячеслав Алексеевич          | 18.01.2000             | КПРФ               | КПРФ                         | 172   |
| Зубицкий, Борис Давыдович             | 18.01.2000             | Медведь            | Е-ЕР                         | фед.  |
| Зубов, Валерий Михайлович             | 18.01.2000             | Самовыдвижение     | Народный депутат             | 48    |
| Зюганов, Геннадий Андреевич           | 18.01.2000             | КПРФ               | КПРФ                         | фед.  |
| Зяблицев, Евгений Геннадьевич         | 07.04.2000             | Самовыдвижение     | Народный депутат             | 162   |
| Иваненко, Сергей Викторович           | 18.01.2000             | Яблоко             | Яблоко                       | фед.  |
| Иванов, Анатолий Семёнович            | 18.01.2000             | Самовыдвижение     | Народный депутат             | 155   |
| Иванов, Николай Николаевич            | 18.01.2000             | КПРФ               | КПРФ                         | 96    |
| Иванова, Валентина Николаевна         | 18.01.2000             | ОВР                | Регионы России               | 208   |
| Иванченко, Леонид Андреевич           | 18.01.2000             | КПРФ               | КПРФ                         | фед.  |
| Ивер, Василий Михайлович              | 18.01.2000             | КПРФ               | АПГ                          | 55    |
| Ивлев, Иван Алексеевич                | 18.01.2000             | Медведь            | Е-ЕР                         | 89    |
| Игнатов, Владислав Михайлович         | 18.01.2000             | ЛДПР               | ЛДПР                         | фед.  |
| Игошин, Игорь Николаевич              | 18.01.2000             | КПРФ               | АПГ                          | фед.  |
| Игрунов, Вячеслав Владимирович        | 18.01.2000             | Яблоко             | Яблоко                       | фед.  |
| Илюхин, Виктор Иванович               | 18.01.2000             | ДПА                | КПРФ                         | 136   |
| Исаев, Андрей Константинович          | 18.01.2000             | ОВР                | О-ЕР                         | фед.  |
| Ищенко, Евгений Петрович              | 18.01.2000             | Самовыдвижение     | Вне фракций                  | 71    |
| Кадочников, Владимир Дмитриевич       | 18.01.2000             | КПРФ               | КПРФ                         | фед.  |
| Казаковцев, Владимир Александрович    | 18.01.2000             | КПРФ               | КПРФ                         | фед.  |
| Казанков, Иван Иванович               | 18.01.2000             | Самовыдвижение     | АПГ                          | 18    |
| Калягин, Владимир Александрович       | 18.01.2000             | КПРФ               | КПРФ                         | фед.  |
| Карелин, Александр Александрович      | 18.01.2000             | Медведь            | Е-ЕР                         | 126   |
| Каретников, Владимир Владимирович     | 18.01.2000             | Медведь            | Е-ЕР                         | фед.  |
| Катальников, Владимир Дмитриевич      | 18.01.2000             | Самовыдвижение     | Регионы России               | 148   |
| Катренко, Владимир Семёнович          | 18.01.2000             | Самовыдвижение     | Е-ЕР                         | 53    |
| Керимов, Сулейман Абусаидович         | 18.01.2000             | ЛДПР               | ЛДПР                         | фед.  |
| Кибирев, Борис Григорьевич            | 18.01.2000             | КПРФ               | КПРФ                         | фед.  |
| Кириенко, Сергей Владиленович         | 18.01.2000             | СПС                | СПС                          | фед.  |
| Киселёв, Николай Петрович             | 18.01.2000             | Самовыдвижение     | АПГ                          | 93    |
| Кислицын, Василий Александрович       | 18.01.2000             | КПРФ               | КПРФ                         | фед.  |
| Климов, Андрей Аркадьевич             | 18.01.2000             | Самовыдвижение     | Регионы России               | 216   |
| Климов, Владимир Владимирович         | 18.01.2000             | Медведь            | Е-ЕР                         | фед.  |
| Клинцевич, Франц Адамович             | 18.01.2000             | Медведь            | Е-ЕР                         | фед.  |
| Клюкин, Александр Николаевич          | 18.01.2000             | Самовыдвижение     | О-ЕР                         | 46    |
| Кныш, Валентин Филиппович             | 18.01.2000             | КПРФ               | КПРФ                         | фед.  |
| Кобзон, Иосиф Давыдович               | 18.01.2000             | Самовыдвижение     | Регионы России               | 215   |
| Ковалев, Николай Дмитриевич           | 18.01.2000             | ОВР                | О-ЕР                         | 205   |
| Ковалев, Олег Иванович                | 18.01.2000             | Медведь            | Е-ЕР                         | фед.  |
| Ковалев, Сергей Адамович              | 18.01.2000             | СПС                | СПС                          | фед.  |
| Коваленко, Павел Иванович             | 18.01.2000             | Медведь            | Е-ЕР                         | фед.  |
| Коваль, Александр Павлович            | 18.01.2000             | Медведь            | Е-ЕР                         | фед.  |
| Кодзоев, Башир Ильясович              | 18.01.2000             | Медведь            | Е-ЕР                         | фед.  |
| Кокошин, Андрей Афанасьевич           | 18.01.2000             | ОВР                | О-ЕР                         | фед.  |
| Колесников, Сергей Иванович           | 18.01.2000             | Самовыдвижение     | Народный депутат             | 83    |
| Коломейцев, Виктор Андреевич          | 18.01.2000             | КПРФ               | КПРФ                         | 145   |
| Коломейцев, Николай Васильевич        | 18.01.2000             | КПРФ               | КПРФ                         | фед.  |
| Комарова, Наталья Владимировна        | 24.12.2001             | Самовыдвижение     | Е-ЕР                         | 225   |
| Комиссаров, Валерий Яковлевич         | 18.01.2000             | Медведь            | Е-ЕР                         | фед.  |
| Кондакова, Елена Владимировна         | 18.01.2000             | ОВР                | О-ЕР                         | фед.  |
| Конев, Юрий Михайлович                | 18.01.2000             | Самовыдвижение     | Народный депутат             | 178   |
| Коптев-Дворников, Владимир Евгеньевич | 18.01.2000             | Медведь            | О-ЕР                         | фед.  |
| Коргунов, Олег Николаевич             | 18.01.2000             | НДР                | Народный депутат             | 157   |
| Коржаков, Александр Васильевич        | 18.01.2000             | Самовыдвижение     | О-ЕР                         | 176   |
| Корнеева, Надежда Анатольевна         | 18.01.2000             | КПРФ               | КПРФ                         | 149   |
| Коробов, Максим Леонидович            | 18.01.2000             | Медведь            | Е-ЕР                         | фед.  |
| Коротков, Леонид Викторович           | 18.01.2000             | Самовыдвижение     | Народный депутат             | 58    |
| Косариков, Александр Николаевич       | 18.01.2000             | Медведь            | Е-ЕР                         | фед.  |
| Косачев, Константин Иосифович         | 18.01.2000             | ОВР                | О-ЕР                         | фед.  |
| Костерин, Евгений Алексеевич          | 18.01.2000             | Самовыдвижение     | КПРФ                         | 121   |
| Костерин, Николай Николаевич          | 18.01.2000             | КПРФ               | АПГ                          | фед.  |
| Костин, Георгий Васильевич            | 18.01.2000             | ДПА                | АПГ                          | 77    |
| Котюсов, Александр Николаевич         | 29.01.2002             | СПС                | СПС                          | фед.  |
| Кравец, Александр Алексеевич          | 18.01.2000             | КПРФ               | КПРФ                         | фед.  |
| Крашенинников, Павел Владимирович     | 18.01.2000             | СПС                | СПС                          | фед.  |
| Кругликов, Александр Леонидович       | 18.01.2000             | КПРФ               | КПРФ                         | фед.  |
| Крутова, Валентина Васильевна         | 04.06.2001             | Самовыдвижение     | КПРФ                         | 79    |
| Крюков, Валерий Александрович         | 18.01.2000             | ОВР                | О-ЕР                         | фед.  |
| Куваев, Александр Александрович       | 18.01.2000             | КПРФ               | КПРФ                         | фед.  |
| Кузин, Валерий Владимирович           | 18.01.2000             | Самовыдвижение     | Народный депутат             | 220   |
| Кузнецов, Василий Федотович           | 18.01.2000             | Самовыдвижение     | Е-ЕР                         | 141   |
| Кузнецов, Михаил Варфоломеевич        | 18.01.2000             | Медведь            | Народный депутат             | фед.  |
| Кулик, Геннадий Васильевич            | 18.01.2000             | ОВР                | О-ЕР                         | фед.  |
| Куликов, Александр Дмитриевич         | 18.01.2000             | КПРФ               | КПРФ                         | 68    |
| Куликов, Анатолий Сергеевич           | 18.01.2000             | Самовыдвижение     | О-ЕР                         | 54    |
| Куликов, Виктор Георгиевич            | 18.01.2000             | ОВР                | О-ЕР                         | фед.  |
| Купцов, Валентин Александрович        | 18.01.2000             | КПРФ               | КПРФ                         | фед.  |
| Курин, Юрий Геннадьевич               | 18.01.2000             | СПС                | СПС                          | фед.  |
| Кущенко, Виктор Николаевич            | 18.01.2000             | Яблоко             | Яблоко                       | фед.  |
| Лабейкин, Александр Алексеевич        | 18.01.2000             | КПРФ               | КПРФ                         | 134   |
| Лапшин, Михаил Иванович               | 18.01.2000             | ОВР                | О-ЕР                         | 2     |
| Лахова, Екатерина Филипповна          | 18.01.2000             | ОВР                | О-ЕР                         | фед.  |
| Лебедев, Игорь Владимирович           | 18.01.2000             | ЛДПР               | ЛДПР                         | фед.  |
| Левченко, Сергей Георгиевич           | 18.01.2000             | КПРФ               | АПГ                          | фед.  |
| Ледник, Виталий Владимирович          | 18.01.2000             | Медведь            | Е-ЕР                         | фед.  |
| Лекарева, Вера Александровна          | 18.01.2000             | СПС                | Вне фракций                  | 152   |
| Лемешов, Геннадий Владимирович        | 11.05.2001             | ЛДПР               | Е-ЕР                         | фед.  |
| Леонтьев, Георгий Карпеевич           | 18.01.2000             | Самовыдвижение     | Народный депутат             | 163   |
| Лигачев, Егор Кузьмич                 | 18.01.2000             | Самовыдвижение     | КПРФ                         | 174   |
| Липатов, Юрий Александрович           | 18.01.2000             | ОВР                | О-ЕР                         | 107   |
| Лисиненко, Игорь Васильевич           | 18.01.2000             | ОВР                | Е-ЕР                         | 195   |
| Литвинов, Владимир Александрович      | 18.01.2000             | ОВР                | О-ЕР                         | фед.  |
| Лихачев, Алексей Евгеньевич           | 23.06.2000             | СПС                | СПС                          | фед.  |
| Лобов, Сергей Сергеевич               | 18.01.2000             | Медведь            | Е-ЕР                         | фед.  |
| Логинов, Евгений Юрьевич              | 24.09.2002             | ЛДПР               | ЛДПР                         | фед.  |
| Локтионов, Николай Игоревич           | 18.01.2000             | Медведь            | Е-ЕР                         | 27    |
| Лоторев, Александр Николаевич         | 18.01.2000             | Самовыдвижение     | Регионы России               | 222   |
| Лузин, Геннадий Павлович †            | 18.01.2000             | Самовыдвижение     | Вне фракций                  | 115   |
| Лукин, Владимир Петрович              | 18.01.2000             | Яблоко             | Яблоко                       | фед.  |
| Лукьянов, Анатолий Иванович           | 18.01.2000             | КПРФ               | КПРФ                         | 169   |
| Лунцевич, Валентин Васильевич         | 18.01.2000             | ОВР                | Регионы России               | фед.  |
| Лушин, Владимир Петрович †            | 18.01.2000             | Медведь            | Е-ЕР                         | фед.  |
| Лысенко, Владимир Николаевич          | 18.01.2000             | Самовыдвижение     | Регионы России               | 194   |
| Маевский, Леонид Станиславович        | 18.01.2000             | КПРФ               | Вне фракций                  | фед.  |
| Майтаков, Георгий Григорьевич         | 18.01.2000             | Самовыдвижение     | Регионы России               | 30    |
| Малахов, Михаил Георгиевич            | 21.05.2003             | СПС                | СПС                          | фед.  |
| Малышев, Валерий Иванович             | 18.01.2000             | ОВР                | Регионы России               | фед.  |
| Мамонов, Юрий Васильевич              | 18.01.2000             | ЛДПР               | ЛДПР                         | фед.  |
| Марков, Валерий Петрович              | 18.01.2000             | Самовыдвижение     | Народный депутат             | 17    |
| Мартынов, Борис Алексеевич            | 18.01.2000             | Медведь            | Е-ЕР                         | фед.  |
| Марченко, Евгений Владимирович        | 18.01.2000             | КПРФ               | КПРФ                         | фед.  |
| Маслюков, Юрий Дмитриевич             | 18.01.2000             | Самовыдвижение     | КПРФ                         | 28    |
| Махачев, Гаджи Нухиевич               | 18.01.2000             | Самовыдвижение     | Народный депутат             | 11    |
| Мащенко, Олег Иванович                | 18.01.2000             | Самовыдвижение     | АПГ                          | 42    |
| Медведев, Владимир Сергеевич          | 18.01.2000             | ОВР                | Регионы России               | фед.  |
| Медведев, Павел Алексеевич            | 18.01.2000             | Самовыдвижение     | О-ЕР                         | 203   |
| Медведев, Юрий Германович             | 18.01.2000             | ОВР                | Регионы России               | фед.  |
| Мельников, Алексей Юрьевич            | 18.01.2000             | Яблоко             | Яблоко                       | фед.  |
| Мельников, Иван Иванович              | 18.01.2000             | КПРФ               | КПРФ                         | фед.  |
| Мещерин, Иван Васильевич              | 18.01.2000             | КПРФ               | АПГ                          | 52    |
| Мизулина, Елена Борисовна             | 18.01.2000             | Яблоко             | СПС                          | фед.  |
| Мирзоев, Гасан Борисович              | 18.01.2000             | СПС                | Е-ЕР                         | фед.  |
| Митрофанов, Алексей Валентинович      | 18.01.2000             | ЛДПР               | ЛДПР                         | фед.  |
| Митрохин, Сергей Сергеевич            | 18.01.2000             | Яблоко             | Яблоко                       | фед.  |
| Михайлов, Александр Николаевич        | 18.01.2000             | КПРФ               | КПРФ                         | фед.  |
| Михайлов, Алексей Юрьевич             | 18.01.2000             | Яблоко             | Яблоко                       | фед.  |
| Мокрый, Владимир Семёнович            | 18.01.2000             | Самовыдвижение     | Е-ЕР                         | 154   |
| Морозов, Олег Викторович              | 18.01.2000             | ОВР                | Регионы России               | 23    |
| Мусатов, Михаил Иванович              | 18.01.2000             | ЛДПР               | ЛДПР                         | фед.  |
| Муцоев, Зелимхан Аликоевич            | 18.01.2000             | Самовыдвижение     | Народный депутат             | 166   |
| Мяки, Артур Элденович                 | 18.01.2000             | СПС                | СПС                          | фед.  |
| Надеждин, Борис Борисович             | 18.01.2000             | СПС                | СПС                          | фед.  |
| Наумов, Олег Георгиевич               | 18.01.2000             | СПС                | СПС                          | фед.  |
| Неверов, Сергей Иванович              | 18.01.2000             | Самовыдвижение     | О-ЕР                         | 90    |
| Невзоров, Александр Глебович          | 07.04.2000             | Самовыдвижение     | Вне фракций                  | 99    |
| Немцов, Борис Ефимович                | 18.01.2000             | СПС                | СПС                          | 117   |
| Нигматулин, Роберт Искандерович       | 18.01.2000             | Самовыдвижение     | Регионы России               | 4     |
| Никитин, Анатолий Алексеевич          | 18.01.2000             | КПРФ               | АПГ                          | фед.  |
| Никитин, Валентин Иванович            | 18.01.2000             | КПРФ               | АПГ                          | фед.  |
| Никитин, Владимир Петрович            | 18.01.2000             | Самовыдвижение     | Регионы России               | 84    |
| Никитин, Владимир Степанович          | 18.01.2000             | КПРФ               | КПРФ                         | фед.  |
| Никитчук, Иван Игнатьевич             | 18.01.2000             | Самовыдвижение     | КПРФ                         | 118   |
| Никифоренко, Юрий Васильевич          | 18.01.2000             | КПРФ               | КПРФ                         | 132   |
| Николаев, Андрей Иванович             | 18.01.2000             | БГАНАСФ            | Народный депутат             | 197   |
| Ниязов, Абдул-Вахед Валидович         | 18.01.2000             | Медведь            | Вне фракций                  | фед.  |
| Новиков, Александр Васильевич         | 18.01.2000             | ЛДПР               | ЛДПР                         | фед.  |
| Овчинников, Николай Александрович     | 07.04.2000             | Самовыдвижение     | Народный депутат             | 165   |
| Огоньков, Алексей Валентинович        | 18.01.2000             | Медведь            | Е-ЕР                         | фед.  |
| Оленьев, Вячеслав Владимирович        | 18.01.2000             | Самовыдвижение     | АПГ                          | 150   |
| Ольшанский, Николай Михайлович        | 18.01.2000             | Самовыдвижение     | О-ЕР                         | 76    |
| Омаров, Гаджимурад Заирбекович        | 18.01.2000             | Самовыдвижение     | Народный депутат             | 10    |
| Ондар, Чылгычы Чимит-Доржуевич        | 19.10.2001             | Самовыдвижение     | О-ЕР                         | 27    |
| Опекунов, Виктор Семёнович            | 18.01.2000             | ОВР                | О-ЕР                         | фед.  |
| Орголайнен, Александр Арович          | 18.01.2000             | Самовыдвижение     | О-ЕР                         | 73    |
| Орлов, Вадим Иванович                 | 18.01.2000             | Самовыдвижение     | Народный депутат             | 181   |
| Останин, Валерий Сергеевич            | 18.01.2000             | Яблоко             | Яблоко                       | фед.  |
| Останина, Нина Александровна          | 18.01.2000             | КПРФ               | АПГ                          | 91    |
| Пастухов, Борис Николаевич            | 18.01.2000             | ОВР                | О-ЕР                         | фед.  |
| Паутов, Виктор Николаевич             | 18.01.2000             | КПРФ               | КПРФ                         | 67    |
| Пашуто, Владимир Ростиславович        | 18.01.2000             | КПРФ               | АПГ                          | 38    |
| Певцов, Владимир Андреевич            | 18.01.2000             | НДР                | Народный депутат             | 5     |
| Пекарев, Владимир Янович              | 18.01.2000             | Самовыдвижение     | Народный депутат             | 109   |
| Пекпеев, Сергей Тимурович             | 02.05.2002             | Самовыдвижение     | Народный депутат             | 2     |
| Петров, Юрий Юрьевич                  | 04.02.2000             | Медведь            | Е-ЕР                         | фед.  |
| Пехтин, Владимир Алексеевич           | 18.01.2000             | Медведь            | Е-ЕР                         | фед.  |
| Пешков, Виктор Петрович               | 18.01.2000             | КПРФ               | КПРФ                         | фед.  |
| Пивненко, Валентина Николаевна        | 18.01.2000             | Самовыдвижение     | Народный депутат             | 16    |
| Пискун, Николай Леонидович            | 18.01.2000             | НДР                | Народный депутат             | 219   |
| Пискунов, Александр Александрович     | 18.01.2000             | ОВР                | Регионы России               | 59    |
| Платов, Владимир Игнатьевич           | 18.01.2000             | Медведь            | Е-ЕР                         | фед.  |
| Плескачевский, Виктор Семёнович       | 18.01.2000             | Медведь            | Е-ЕР                         | фед.  |
| Плетнева, Тамара Васильевна           | 18.01.2000             | КПРФ               | КПРФ                         | 171   |
| Плотников, Владимир Николаевич        | 18.01.2000             | Самовыдвижение     | АПГ                          | 70    |
| Подгурский, Александр Михайлович      | 18.01.2000             | Самовыдвижение     | Народный депутат             | 128   |
| Пономарев, Алексей Алексеевич         | 18.01.2000             | КПРФ               | КПРФ                         | 170   |
| Попов, Сергей Алексеевич              | 18.01.2000             | Яблоко             | Яблоко                       | 212   |
| Потапов, Сергей Александрович         | 18.01.2000             | КПРФ               | КПРФ                         | фед.  |
| Похмелкин, Виктор Валерьевич          | 18.01.2000             | СПС                | Вне фракций                  | 140   |
| Предыбайлов, Виталий Митрофанович     | 18.01.2000             | Самовыдвижение     | Е-ЕР                         | 60    |
| Примаков, Евгений Максимович          | 18.01.2000             | ОВР                | О-ЕР                         | фед.  |
| Прощин, Сергей Александрович          | 18.01.2000             | КПРФ               | АПГ                          | фед.  |
| Пузановский, Адриан Георгиевич        | 18.01.2000             | Самовыдвижение     | Е-ЕР                         | 94    |
| Райков, Геннадий Иванович             | 18.01.2000             | Самовыдвижение     | Народный депутат             | 179   |
| Рашкин, Валерий Фёдорович             | 18.01.2000             | КПРФ               | КПРФ                         | 158   |
| Резник, Борис Львович                 | 18.01.2000             | Самовыдвижение     | Регионы России               | 57    |
| Резник, Владислав Матусович           | 18.01.2000             | Медведь            | Е-ЕР                         | фед.  |
| Ремчуков, Константин Вадимович        | 18.01.2000             | СПС                | СПС                          | фед.  |
| Решульский, Сергей Николаевич         | 18.01.2000             | КПРФ               | КПРФ                         | фед.  |
| Рогозин, Дмитрий Олегович             | 18.01.2000             | КРО и ДЮБ          | Народный депутат             | 74    |
| Рогонов, Пётр Петрович                | 18.01.2000             | КПРФ               | КПРФ                         | 65    |
| Родионов, Игорь Николаевич            | 18.01.2000             | КПРФ               | КПРФ                         | фед.  |
| Родионов, Юрий Николаевич             | 18.01.2000             | Медведь            | Е-ЕР                         | фед.  |
| Рокицкий, Михаил Рафаилович           | 18.01.2000             | ОВР                | Регионы России               | фед.  |
| Романов, Валентин Степанович          | 18.01.2000             | КПРФ               | КПРФ                         | 151   |
| Романов, Пётр Васильевич              | 18.01.2000             | КПРФ               | КПРФ                         | 47    |
| Романчук, Антонина Ивановна           | 18.01.2000             | Медведь            | Е-ЕР                         | фед.  |
| Рубежанский, Пётр Николаевич          | 18.01.2000             | Медведь            | Е-ЕР                         | 88    |
| Руденский, Игорь Николаевич           | 18.01.2000             | ОВР                | О-ЕР                         | 135   |
| Рыбаков, Юлий Андреевич               | 18.01.2000             | СПС                | Вне фракций                  | 206   |
| Рыжков, Владимир Александрович        | 18.01.2000             | НДР                | Вне фракций                  | 34    |
| Рыжков, Николай Иванович              | 18.01.2000             | Самовыдвижение     | Вне фракций                  | 62    |
| Рязанов, Александр Николаевич         | 18.01.2000             | Самовыдвижение     | Е-ЕР                         | 221   |
| Рязанский, Валерий Владимирович       | 18.01.2000             | ОВР                | О-ЕР                         | 198   |
| Савельев, Дмитрий Владимирович        | 18.01.2000             | Самовыдвижение     | СПС                          | 122   |
| Савицкая, Светлана Евгеньевна         | 18.01.2000             | КПРФ               | КПРФ                         | 113   |
| Савостьянова, Валентина Борисовна     | 18.01.2000             | Самовыдвижение     | Регионы России               | 137   |
| Сайкин, Валерий Тимофеевич            | 18.01.2000             | КПРФ               | КПРФ                         | фед.  |
| Сайфуллин, Франис Аскарьянович        | 18.01.2000             | ОВР                | Регионы России               | 8     |
| Салий, Александр Иванович             | 18.01.2000             | КПРФ               | АПГ                          | фед.  |
| Сапожников, Николай Иванович          | 18.01.2000             | КПРФ               | КПРФ                         | фед.  |
| Саркисян, Ашот Григорьевич            | 18.01.2000             | КПРФ               | Е-ЕР                         | фед.  |
| Сафаралиев, Гаджимет Керимович        | 18.01.2000             | Медведь            | Е-ЕР                         | фед.  |
| Сафиуллин, Фандас Шакирович           | 18.01.2000             | ОВР                | Регионы России               | 22    |
| Сафонов, Александр Николаевич         | 25.10.2002             | Самовыдвижение     | Е-ЕР                         | 222   |
| Сафронов, Виталий Александрович       | 18.01.2000             | КПРФ               | КПРФ                         | фед.  |
| Свечников, Пётр Григорьевич           | 18.01.2000             | КПРФ               | АПГ                          | 182   |
| Севастьянов, Виталий Иванович         | 18.01.2000             | КПРФ               | КПРФ                         | 44    |
| Севенард, Константин Юрьевич          | 07.04.2000             | Самовыдвижение     | КПРФ                         | 210   |
| Селезнёв, Геннадий Николаевич         | 18.01.2000             | КПРФ               | Вне фракций                  | фед.  |
| Селиванов, Андрей Владимирович        | 18.01.2000             | СПС                | СПС                          | фед.  |
| Семенков, Владимир Михайлович †       | 18.01.2000             | ЛДПР               | Е-ЕР                         | фед.  |
| Семёнов, Бато Цырендондокович         | 18.01.2000             | ОВР                | О-ЕР                         | 9     |
| Семёнов, Виктор Александрович         | 18.01.2000             | ОВР                | О-ЕР                         | фед.  |
| Семёнов, Владимир Олегович            | 18.01.2000             | Медведь            | СПС                          | фед.  |
| Семигин, Геннадий Юрьевич             | 18.01.2000             | КПРФ               | АПГ                          | фед.  |
| Сенин, Григорий Николаевич            | 18.01.2000             | КПРФ               | АПГ                          | 1     |
| Сизов, Александр Александрович        | 18.01.2000             | ОВР                | О-ЕР                         | фед.  |
| Скоч, Андрей Владимирович             | 18.01.2000             | Самовыдвижение     | О-ЕР                         | 63    |
| Слиска, Любовь Константиновна         | 18.01.2000             | Медведь            | Е-ЕР                         | фед.  |
| Слуцкий, Леонид Эдуардович            | 18.01.2000             | ЛДПР               | ЛДПР                         | фед.  |
| Смирнова, Светлана Константиновна     | 18.01.2000             | Самовыдвижение     | О-ЕР                         | 29    |
| Смолин, Олег Николаевич               | 18.01.2000             | КПРФ               | АПГ                          | 129   |
| Соболев, Анатолий Николаевич          | 18.01.2000             | Медведь            | Е-ЕР                         | фед.  |
| Сокол, Святослав Михайлович           | 18.01.2000             | КПРФ               | КПРФ                         | фед.  |
| Солдаткин, Дмитрий Фёдорович          | 18.01.2000             | КПРФ               | АПГ                          | фед.  |
| Соломатин, Егор Юрьевич               | 18.01.2000             | ЛДПР               | ЛДПР                         | фед.  |
| Сорокин, Николай Евгеньевич           | 18.01.2000             | Медведь            | Е-ЕР                         | фед.  |
| Сохов, Владимир Казбулатович          | 18.01.2000             | Самовыдвижение     | Е-ЕР                         | 13    |
| Степашин, Сергей Вадимович            | 18.01.2000             | Яблоко             | Яблоко                       | 209   |
| Стрельченко, Галина Ивановна          | 18.01.2000             | Медведь            | Е-ЕР                         | 125   |
| Стрельченко, Сергей Георгиевич        | 18.01.2000             | Медведь            | Е-ЕР                         | фед.  |
| Сухой, Николай Авксентьевич           | 18.01.2000             | ОВР                | О-ЕР                         | 156   |
| Табачков, Николай Ильич               | 18.01.2000             | Медведь            | Е-ЕР                         | фед.  |
| Тарачев, Владимир Александрович       | 18.01.2000             | Медведь            | Е-ЕР                         | фед.  |
| Текеев, Магомет Абдул-Халимович       | 15.12.2000             | Самовыдвижение     | О-ЕР                         | 15    |
| Тен, Юрий Михайлович †                | 18.01.2000             | НДР                | Народный депутат             | 82    |
| Тетерин, Василий Николаевич           | 18.01.2000             | Медведь            | Е-ЕР                         | фед.  |
| Титенко, Борис Михайлович             | 18.01.2000             | СПС                | СПС                          | фед.  |
| Титов, Герман Степанович †            | 18.01.2000             | КПРФ               | КПРФ                         | 106   |
| Тихонов, Владимир Ильич               | 18.01.2000             | КПРФ               | КПРФ                         | 79    |
| Тихонов, Георгий Иванович             | 18.01.2000             | Самовыдвижение     | Регионы России               | 114   |
| Ткачёв, Александр Николаевич          | 18.01.2000             | КПРФ               | АПГ                          | 43    |
| Ткачёв, Александр Николаевич          | 14.04.2003             | Единство           | Е-ЕР                         | фед.  |
| Томов, Алексей Николаевич             | 18.01.2000             | Медведь            | Е-ЕР                         | фед.  |
| Томчин, Григорий Алексеевич           | 18.01.2000             | СПС                | СПС                          | фед.  |
| Топилин, Виктор Михайлович            | 18.01.2000             | Самовыдвижение     | Народный депутат             | 143   |
| Топорков, Владимир Фёдорович †        | 18.01.2000             | КПРФ               | КПРФ                         | 101   |
| Травкин, Николай Ильич                | 18.01.2000             | Яблоко             | СПС                          | фед.  |
| Тяжлов, Анатолий Степанович           | 18.01.2000             | ОВР                | О-ЕР                         | фед.  |
| Уткин, Олег Васильевич                | 18.01.2000             | Медведь            | Е-ЕР                         | фед.  |
| Федоткин, Иван Тимофеевич             | 18.01.2000             | СПС                | СПС                          | фед.  |
| Федулов, Александр Михайлович         | 18.01.2000             | Медведь            | Вне фракций                  | фед.  |
| Финько, Олег Александрович            | 18.01.2000             | ЛДПР               | ЛДПР                         | фед.  |
| Фомин, Александр Анатольевич          | 18.01.2000             | СПС                | СПС                          | фед.  |
| Хакамада, Ирина Муцуовна              | 18.01.2000             | СПС                | СПС                          | 207   |
| Хакимов, Мидхат Гайнанович            | 18.01.2000             | Самовыдвижение     | Регионы России               | 7     |
| Ханкоев, Игорь Матвеевич              | 18.01.2000             | Самовыдвижение     | Народный депутат             | 40    |
| Харитонов, Николай Михайлович         | 18.01.2000             | КПРФ               | АПГ                          | 124   |
| Ходырев, Геннадий Максимович          | 18.01.2000             | Самовыдвижение     | КПРФ                         | 119   |
| Храмов, Рэм Андреевич                 | 18.01.2000             | Самовыдвижение     | Е-ЕР                         | 131   |
| Худяков, Иван Дмитриевич              | 18.01.2000             | КПРФ               | КПРФ                         | 177   |
| Хуснутдинов, Наиль Кадырович          | 18.01.2000             | ОВР                | Регионы России               | фед.  |
| Цыбакин, Юрий Владимирович            | 18.01.2000             | Медведь            | Е-ЕР                         | фед.  |
| Чайка, Валентин Васильевич            | 18.01.2000             | Самовыдвижение     | О-ЕР                         | 72    |
| Чекис, Анатолий Владимирович          | 18.01.2000             | КПРФ               | АПГ                          | фед.  |
| Черёмушкин, Василий Павлович          | 18.01.2000             | Медведь            | Е-ЕР                         | фед.  |
| Черепков, Виктор Иванович             | 07.04.2000             | Самовыдвижение     | Вне фракций                  | 50    |
| Черномырдин, Виктор Степанович        | 18.01.2000             | НДР                | Е-ЕР                         | 225   |
| Чернышенко, Игорь Константинович      | 08.12.2000             | Самовыдвижение     | Регионы России               | 115   |
| Чертищев, Владимир Сергеевич          | 18.01.2000             | КПРФ               | КПРФ                         | фед.  |
| Чершинцев, Александр Григорьевич      | 18.01.2000             | Самовыдвижение     | Регионы России               | 185   |
| Четвериков, Александр Владимирович    | 18.01.2000             | Самовыдвижение     | Регионы России               | 97    |
| Чехоев, Анатолий Георгиевич           | 18.01.2000             | КПРФ               | КПРФ                         | 21    |
| Чикин, Валентин Васильевич            | 18.01.2000             | КПРФ               | КПРФ                         | фед.  |
| Чикулаев, Сергей Николаевич           | 18.01.2000             | ОВР                | Регионы России               | 138   |
| Чилингаров, Артур Николаевич          | 18.01.2000             | ОВР                | Регионы России               | 218   |
| Чуев, Александр Викторович            | 18.01.2000             | Медведь            | Вне фракций                  | фед.  |
| Чуприна, Николай Нестерович           | 18.01.2000             | ОВР                | О-ЕР                         | фед.  |
| Чуркин, Геннадий Иванович             | 18.01.2000             | Самовыдвижение     | АПГ                          | 66    |
| Шабанов, Александр Александрович      | 18.01.2000             | КПРФ               | КПРФ                         | фед.  |
| Шакиров, Рифхат Мидхатович            | 18.01.2000             | КПРФ               | Вне фракций                  | фед.  |
| Шаккум, Мартин Люцианович             | 18.01.2000             | ОВР                | Регионы России               | 105   |
| Шаклеин, Николай Иванович             | 18.01.2000             | Самовыдвижение     | Регионы России               | 92    |
| Шандыбин, Василий Иванович            | 18.01.2000             | КПРФ               | КПРФ                         | 64    |
| Шашурин, Сергей Петрович              | 18.01.2000             | РОС                | Народный депутат             | 26    |
| Швец, Любовь Никитична                | 18.01.2000             | КПРФ               | КПРФ                         | 127   |
| Швецов, Александр Сергеевич           | 18.01.2000             | КПРФ               | КПРФ                         | фед.  |
| Швыряев, Ярослав Михайлович           | 18.01.2000             | Самовыдвижение     | Регионы России               | 187   |
| Шеин, Олег Васильевич                 | 18.01.2000             | Самовыдвижение     | Регионы России               | 61    |
| Шелехов, Александр Михайлович         | 18.01.2000             | Медведь            | Е-ЕР                         | фед.  |
| Шелищ, Пётр Борисович                 | 18.01.2000             | Самовыдвижение     | О-ЕР                         | 211   |
| Шиманов, Александр Алексеевич         | 18.01.2000             | Партия пенсионеров | Регионы России               | 98    |
| Широков, Сергей Валентинович          | 18.01.2000             | ОВР                | О-ЕР                         | 192   |
| Шитуев, Валерий Анатольевич           | 18.01.2000             | КПРФ               | АПГ                          | фед.  |
| Шишкарев, Сергей Николаевич           | 18.01.2000             | Самовыдвижение     | Народный депутат             | 41    |
| Шишлов, Александр Владимирович        | 18.01.2000             | Яблоко             | Яблоко                       | фед.  |
| Шоршоров, Степан Мкртычевич           | 18.01.2000             | Медведь            | Е-ЕР                         | фед.  |
| Шохин, Александр Николаевич           | 18.01.2000             | Самовыдвижение     | Народный депутат             | 200   |
| Шохин, Сергей Олегович                | 18.01.2000             | ОВР                | О-ЕР                         | 204   |
| Шпорт, Вячеслав Иванович              | 18.01.2000             | Самовыдвижение     | Народный депутат             | 56    |
| Штогрин, Сергей Иванович              | 18.01.2000             | Самовыдвижение     | АПГ                          | 214   |
| Шуба, Виталий Борисович               | 18.01.2000             | ОВР                | Регионы России               | 81    |
| Шубин, Александр Валентинович         | 18.01.2000             | СПС                | СПС                          | фед.  |
| Шульга, Александр Васильевич          | 18.01.2000             | КПРФ               | АПГ                          | фед.  |
| Шурчанов, Валентин Сергеевич          | 18.01.2000             | КПРФ               | КПРФ                         | 32    |
| Щекочихин, Юрий Петрович †            | 18.01.2000             | Яблоко             | Яблоко                       | фед.  |
| Щерчков, Сергей Владимирович          | 24.09.2002             | СПС                | СПС                          | фед.  |
| Юдин, Владимир Иванович               | 02.02.2001             | ОВР                | Регионы России               | фед.  |
| Южаков, Владимир Николаевич           | 18.01.2000             | СПС                | СПС                          | фед.  |
| Южилин, Виталий Александрович         | 18.01.2000             | КПРФ               | АПГ                          | фед.  |
| Юревич, Михаил Валериевич             | 18.01.2000             | Самовыдвижение     | Народный депутат             | 183   |
| Юрчик, Владислав Григорьевич          | 18.01.2000             | КПРФ               | КПРФ                         | фед.  |
| Юшенков, Сергей Николаевич †          | 18.01.2000             | СПС                | Вне фракций                  | фед.  |
| Явлинский, Григорий Алексеевич        | 18.01.2000             | Яблоко             | Яблоко                       | фед.  |
| Язев, Валерий Афонасьевич             | 18.01.2000             | НДР                | Е-ЕР                         | 164   |
| Яковлева, Татьяна Владимировна        | 18.01.2000             | Медведь            | Е-ЕР                         | 78    |
| Яркин, Лев Николаевич                 | 18.01.2000             | Самовыдвижение     | О-ЕР                         | 102   |
| Ярыгина, Татьяна Владимировна         | 18.01.2000             | Яблоко             | Яблоко                       | фед.  |
| Яшин, Александр Михайлович            | 18.01.2000             | Медведь            | Е-ЕР                         | фед.  |

## Отказавшиеся от мандатов депутаты[86]
Ниже приведён список депутатов ГД ФС РФ третьего созыва, избранных в нижнюю палату парламента согласно Постановлению ЦИК РФ от 29 декабря 1999 г. № 65/764-III «Об установлении общих результатов выборов депутатов Государственной Думы Федерального Собрания Российской Федерации третьего созыва», но впоследствии отказавшихся от мандатов на основании личных заявлений:

### Избирательный блок «Межрегиональное движение „Единство“ („Медведь“)»
Мандат Шойгу Сергея Кужугетовича признан вакантным Постановлением ЦИК РФ от 9 января 2000 г. № 67/767-III.

### Избирательный блок «Блок Жириновского»
Мандат Жебровского Станислава Михайловича признан вакантным Постановлением ЦИК РФ от 9 января 2000 г. № 67/768-III.

### Избирательный блок «Отечество — Вся Россия»
Мандаты признаны вакантными Постановлением ЦИК РФ от 9 января 2000 г. № 67/769-III:
- Дмитриева, Татьяна Борисовна
- Лужков, Юрий Михайлович
- Меркушкин, Николай Иванович
- Пашин, Валентин Михайлович
- Попов, Александр Васильевич
- Хакимов, Рафаиль Сибгатович
- Яковлев, Владимир Анатольевич

Мандат Давыдова Виктора Фёдоровича признан вакантным Постановлением ЦИК РФ от 14 января 2000 г. № 69/780-III.
Мандат Никифорова Бориса Александровича признан вакантным Постановлением ЦИК РФ от 17 января 2000 г. № 70/792-III.

### Избирательное объединение КПРФ
Мандаты признаны вакантными Постановлением ЦИК РФ от 9 января 2000 г. № 67/770-III:
- Видьманов, Виктор Михайлович
- Нигкоев, Сергей Георгиевич
- Стародубцев, Василий Александрович
- Тулеев, Аман Гумирович

## Изменения состава третьей Государственной думы
В примечаниях приведён список всех персональных изменений состава ГД ФС РФ третьего созыва, не отражённых в Постановлении ЦИК РФ от 9 января 2000 г. № 67/771-III «О регистрации депутатов Государственной Думы Федерального Собрания Российской Федерации третьего созыва, избранных по федеральному избирательному округу».
1. ↑  Выбыл 3 января 2001 г. согласно Постановлению ГД ФС РФ от 18 января 2001 г. № 1028-III ГД в связи с избранием на должность губернатора Чукотского автономного округа.
2. ↑  Занял депутатский мандат по итогам повторных выборов депутата ГД ФС РФ третьего созыва по Одинцовскому одномандатному избирательному округу № 110, Московская область (Постановление ЦИК РФ от 7 апреля 2000 г. № 99/1116-III).
3. ↑  Передан вакантный мандат депутата Михайлова А. Н. (Постановление ЦИК РФ от 29 ноября 2000 г. № 116/1186-III).
4. ↑  Занял вакантный мандат депутата Гуцериева М. С. по итогам повторных дополнительных выборов депутата ГД ФС РФ третьего созыва по Ингушскому одномандатному избирательному округу № 12, Республика Ингушетия (Постановление ЦИК РФ от 20 апреля 2001 г. № 127/1252-III).
5. ↑  Занял вакантный мандат депутата Рязанова А. Н. по итогам дополнительных выборов депутата ГД ФС РФ третьего созыва по Нижневартовскому одномандатному избирательному округу № 221, Ханты-Мансийский автономный округ (Постановление ЦИК РФ от 28 марта 2002 г. № 151/1357-III).
6. ↑  Выбыл 16 сентября 2003 г. согласно Постановлению ГД ФС РФ от 7 октября 2003 г. № 4376-III ГД в связи с назначением на должность помощника Президента РФ.
7. ↑  Занял депутатский мандат по итогам повторных выборов депутата ГД ФС РФ третьего созыва по Чеченскому одномандатному избирательному округу № 31, Чеченская Республика (Постановление ЦИК РФ от 25 августа 2000 г. № 109/1160-III).
8. 1 2 3 4 5 6 7 8  Зарегистрирован в качестве депутата ГД ФС РФ третьего созыва Постановлением ЦИК РФ от 10 января 2000 г. № 68/777-III.
9. ↑  Занял депутатский мандат по итогам повторных выборов депутата ГД ФС РФ третьего созыва по Одинцовскому одномандатному избирательному округу № 108, Московская область (Постановление ЦИК РФ от 7 апреля 2000 г. № 99/1115-III).
10. ↑  Занял вакантный мандат депутата Ходырева Г. М. по итогам дополнительных выборов депутата ГД ФС РФ третьего созыва по Дзержинскому одномандатному избирательному округу № 119, Нижегородская область (Постановление ЦИК РФ от 5 апреля 2002 г. № 152/1359-III).
11. ↑  Выбыл на основании письменного заявления о сложении полномочий (Постановление ГД ФС РФ от 19 июля 2000 г. № 580-III ГД).
12. ↑  Выбыл 3 октября 2002 г. согласно Постановлению ГД ФС РФ от 16 октября 2002 г. № 3145-III ГД в связи с избранием Главой города Нижний Новгород.
13. ↑  Избрана согласно Постановлению ЦИК РФ от 29 декабря 1999 г. № 65/764-III (часть «По одномандатным избирательным округам»); зарегистрирована в качестве депутата ГД ФС РФ третьего созыва Постановлением ЦИК РФ от 4 февраля 2000 г. № 77/900-III.
14. ↑  Погиб в результате несчастного случая 20 апреля 2002 г.; полномочия прекращены согласно Постановлению ГД ФС РФ от 22 мая 2002 г. № 2756-III ГД.
15. ↑  Занял вакантный мандат депутата Короткова Л. В. по итогам дополнительных выборов депутата ГД ФС РФ третьего созыва по Благовещенскому одномандатному избирательному округу № 58, Амурская область (Постановление ЦИК РФ от 12 октября 2001 г. № 141/1306-III).
16. ↑  Передан вакантный мандат депутата Громова Б. В. (Постановление ЦИК РФ от 4 февраля 2000 г. № 77/919-III).
17. ↑  Передан вакантный мандат депутата Грызлова Б. В. (Постановление ЦИК РФ от 12 апреля 2001 г. № 126/1245-III).
18. ↑  Выбыла 14 января 2002 г. согласно Постановлению ГД ФС РФ от 18 января 2002 г. № 2352-III ГД в связи с назначением на должность заместителя полномочного представителя Президента РФ в Приволжском федеральном округе.
19. ↑  Лишён депутатской неприкосновенности Постановлением ГД ФС РФ от 1 ноября 2001 г. № 2048-III ГД в связи с согласием Государственной думы на привлечение к уголовной ответственности и проведением в его отношении следственных действий.
20. ↑  Погиб в результате покушения 21 августа 2002 г.; полномочия прекращены согласно Постановлению ГД ФС РФ от 18 сентября 2002 г. № 3022-III ГД.
21. ↑  Выбыл 13 января 2000 г. согласно Постановлению ГД ФС РФ от 28 января 2000 г. № 22-III ГД в связи с избранием губернатором Московской области.
22. ↑  Выбыл 28 марта 2001 г. согласно Постановлению ГД ФС РФ от 5 апреля 2001 г. № 1337-III ГД в связи с назначением на должность Министра внутренних дел Российской Федерации.
23. ↑  Передан вакантный мандат депутата Крюкова В. А. (Постановление ЦИК РФ от 28 мая 2003 г. № 9/71-IV).
24. ↑  Занял вакантный мандат депутата Титова Г. С. по итогам дополнительных выборов депутата ГД ФС РФ третьего созыва по Коломенскому одномандатному избирательному округу № 106, Московская область (Постановление ЦИК РФ от 21 марта 2001 г. № 124/1231-III).
25. ↑  Скончался 3 ноября 2002 г.; полномочия прекращены согласно Постановлению ГД ФС РФ от 20 ноября 2002 г. № 3332-III ГД.
26. ↑  Выбыл 14 января 2000 г. согласно Постановлению ГД ФС РФ от 16 февраля 2000 г. № 80-III ГД в связи с избранием президентом ОАО "НГК «Славнефть».
27. ↑  Занял вакантный мандат депутата Ткачёва А. Н. по итогам дополнительных выборов депутата ГД ФС РФ третьего созыва по Тихорецкому одномандатному избирательному округу № 43, Краснодарский край (Постановление ЦИК РФ от 23 мая 2001 г. № 131/1265-III).
28. ↑  Занял депутатский мандат по итогам повторных выборов депутата ГД ФС РФ третьего созыва по Камчатскому одномандатному избирательному округу № 87, Камчатская область (Постановление ЦИК РФ от 7 апреля 2000 г. № 99/1113-III).
29. 1 2 3 4  Зарегистрирован в качестве депутата ГД ФС РФ третьего созыва Постановлением ЦИК РФ от 14 января 2000 г. № 69/779-III.
30. ↑  Выбыла 25 марта 2003 г. согласно Постановлению ГД ФС РФ от 4 апреля 2003 г. № 3795-III ГД в связи с назначением на должность члена ЦИК РФ.
31. ↑  Занял вакантный мандат депутата Абрамовича Р. А. по итогам дополнительных выборов депутата ГД ФС РФ третьего созыва по Чукотскому одномандатному избирательному округу № 223, Чукотский автономный округ (Постановление ЦИК РФ от 10 июля 2001 г. № 133/1272-III).
32. ↑  Передан вакантный мандат депутата Лушина В. П. (Постановление ЦИК РФ от 15 февраля 2002 г. № 148/1343-III).
33. ↑  Передан вакантный мандат депутата Щекочихина Ю. П. (Постановление ЦИК РФ от 18 сентября 2003 г. № 27/187-IV).
34. ↑  Занял депутатский мандат по итогам повторных выборов депутата ГД ФС РФ третьего созыва по Верх-Исетскому одномандатному избирательному округу № 162, Свердловская область (Постановление ЦИК РФ от 7 апреля 2000 г. № 99/1117-III).
35. ↑  Выбыл 16 апреля 2001 г. согласно Постановлению ГД ФС РФ от 19 апреля 2001 г. № 1407-III ГД в связи с назначением на должность аудитора Счётной палаты РФ.
36. ↑  Выбыл 14 сентября 2003 г. согласно Постановлению ГД ФС РФ от 7 октября 2003 г. № 4375-III ГД в связи с избранием на должность главы администрации Волгограда.
37. ↑  Выбыл 27 мая 2000 г. согласно Постановлению ГД ФС РФ от 31 мая 2000 г. № 416-III ГД в связи с назначением на должность полномочного представителя Президента РФ в Приволжском федеральном округе.
38. ↑  Передан вакантный мандат депутата Черномырдина В. С. после того, как тот вышел из состава депутатов, заняв пост государственной службы (в Правительстве РФ) и по итогам дополнительных выборов депутата ГД ФС РФ третьего созыва по Ямало-Ненецкому одномандатному избирательному округу № 225, Ямало-Ненецкий автономный округ (Постановление ЦИК РФ от 24 декабря 2001 г. № 146/1326-III).
39. ↑  Выбыл 12 апреля 2001 г. согласно Постановлению ГД ФС РФ от 25 апреля 2001 г. № 1449-III ГД в связи с избранием на должность главы администрации Амурской области.
40. ↑  Передан вакантный мандат депутата Глебовой Л. Н. (Постановление ЦИК РФ от 29 января 2002 г. № 147/1335-III).
41. ↑  Заняла вакантный мандат депутата Тихонова В. И. по итогам дополнительных выборов депутата ГД ФС РФ третьего созыва по Кинешемскому одномандатному избирательному округу № 79, Ивановская область (Постановление ЦИК РФ от 4 июня 2001 г. № 132/1268-III).
42. ↑  Зарегистрирован в качестве депутата ГД ФС РФ третьего созыва Постановлением ЦИК РФ от 17 января 2000 г. № 70/795-III.
43. ↑  Выбыл 25 марта 2003 г. согласно Постановлению ГД ФС РФ от 4 апреля 2003 г. № 3794-III ГД в связи с назначением на должность члена ЦИК РФ.
44. ↑  Выбыл 19 января 2002 г. согласно Постановлению ГД ФС РФ от 18 января 2002 г. № 2351-III ГД в связи с избранием Главой Республики Алтай, Председателем Правительства Республики Алтай.
45. ↑  Передан вакантный мандат депутата Игнатова В. М. (Постановление ЦИК РФ от 11 мая 2001 г. № 129/1259-III).
46. ↑  Передан вакантный мандат депутата Кириенко С. В. (Постановление ЦИК РФ от 23 июня 2000 г. № 104/1141-III).
47. ↑  Передан вакантный мандат депутата Семенкова В. М. (Постановление ЦИК РФ от 24 сентября 2002 г. № 158/1395-III).
48. ↑  Выбыл 16 апреля 2001 г. согласно Постановлению ГД ФС РФ от 19 апреля 2001 г. № 1408-III ГД в связи с назначением на должность аудитора Счётной палаты РФ.
49. ↑  Выбыл 11 апреля 2002 г. согласно Постановлению ГД ФС РФ от 17 апреля 2002 г. № 2663-III ГД в связи с назначением на должность Руководителя Аппарата Государственной думы Федерального Собрания Российской Федерации.
50. ↑  Погиб в результате ДТП 25 января 2000 г.; полномочия прекращены согласно Постановлению ГД ФС РФ от 9 февраля 2000 г. № 29-III ГД.
51. ↑  Скончался 17 января 2002 г.; полномочия прекращены согласно Постановлению ГД ФС РФ от 6 февраля 2002 г. № 2412-III ГД.
52. ↑  Передан вакантный мандат депутата Юшенкова С. Н. (Постановление ЦИК РФ от 21 мая 2003 г. № 8/63-IV).
53. ↑  Выбыл 15 января 2001 г. согласно Постановлению ГД ФС РФ от 24 января 2001 г. № 1059-III ГД в связи с назначением на должность вице-губернатора Санкт-Петербурга.
54. ↑  Выбыл 8 ноября 2000 г. согласно Постановлению ГД ФС РФ от 15 ноября 2000 г. № 799-III ГД в связи с избранием губернатором Курской области.
55. ↑  Занял депутатский мандат по итогам повторных выборов депутата ГД ФС РФ третьего созыва по Всеволжскому одномандатному избирательному округу № 99, Ленинградская область (Постановление ЦИК РФ от 7 апреля 2000 г. № 99/1114-III).
56. ↑  Выбыл согласно Постановлению ГД ФС РФ от 21 февраля 2003 г. № 3662-III ГД в связи с назначением на должность начальника ГУ по борьбе с организованной преступностью МВД РФ.
57. ↑  Занял депутатский мандат по итогам повторных выборов депутата ГД ФС РФ третьего созыва по Орджоникизевскому одномандатному избирательному округу № 165, Свердловская область (Постановление ЦИК РФ от 7 апреля 2000 г. № 99/1118-III).
58. ↑  Занял вакантный мандат депутата Локтионова Н. И. по итогам дополнительных выборов депутата ГД ФС РФ третьего созыва по Тувинскому одномандатному избирательному округу № 27, Республика Тыва (Постановление ЦИК РФ от 19 октября 2001 г. № 141/1309-III).
59. ↑  Занял вакантный мандат депутата Лапшина М. И. по итогам дополнительных выборов депутата ГД ФС РФ третьего созыва по Горно-Алтайскому одномандатному избирательному округу № 2, Республика Алтай (Постановление ЦИК РФ от 2 мая 2002 г. № 154/1363-III).
60. ↑  Передан вакантный мандат депутата Платова В. И. (Постановление ЦИК РФ от 4 февраля 2000 г. № 77/918-III).
61. ↑  Выбыл 16 апреля 2001 г. согласно Постановлению ГД ФС РФ от 19 апреля 2001 г. № 1409-III ГД в связи с назначением на должность аудитора Счётной палаты РФ.
62. ↑  Выбыл 13 января 2000 г. согласно Постановлению ГД ФС РФ от 28 января 2000 г. № 23-III ГД в связи с избранием губернатором Тверской области.
63. ↑  Выбыл 17 сентября 2003 г. согласно Постановлению ГД ФС РФ от 7 октября 2003 г. № 4374-III ГД в связи с назначением членом Совета Федерации Федерального Собрания Российской Федерации.
64. ↑  Выбыл 16 ноября 2001 г. согласно Постановлению ГД ФС РФ от 21 ноября 2001 г. № 2098-III ГД в связи с назначением на должность заместителя председателя Правления ОАО «Газпром».
65. ↑  Занял вакантный мандат депутата Лоторева А. Н. по итогам дополнительных выборов депутата ГД ФС РФ третьего созыва по Ханты-Мансийскому одномандатному избирательному округу № 222, Ханты-Мансийский автономный округ (Постановление ЦИК РФ от 25 октября 2002 г. № 163/1406-III).
66. ↑  Занял депутатский мандат по итогам повторных выборов депутата ГД ФС РФ третьего созыва по Северо-Западному одномандатному избирательному округу № 210, город Санкт-Петербург (Постановление ЦИК РФ от 7 апреля 2000 г. № 99/1119-III).
67. ↑  Погиб в результате ДТП 5 сентября 2002 г.; полномочия прекращены согласно Постановлению ГД ФС РФ от 18 сентября 2002 г. № 3023-III ГД.
68. ↑  Выбыл 24 апреля 2000 г. согласно Постановлению ГД ФС РФ от 26 апреля 2000 г. № 348-III ГД в связи с назначением на должность Председателя Счётной палаты РФ.
69. ↑  Занял вакантный мандат депутата Березовского Б. А. по итогам дополнительных выборов депутата ГД ФС РФ третьего созыва по Карачаево-Черкесскому одномандатному избирательному округу № 15, Карачаево-Черкесская Республика (Постановление ЦИК РФ от 15 декабря 2000 г. № 118/1195-III).
70. ↑  Скончался 21 июля 2003 г.; полномочия прекращены согласно Постановлению ГД ФС РФ от 12 сентября 2003 г. № 4314-III ГД.
71. ↑  Скончался 20 сентября 2000 года; полномочия прекращены согласно Постановлению ГД ФС РФ от 13 октября 2000 г. № 695-III ГД.
72. ↑  Выбыл 30 декабря 2000 г. согласно Постановлению ГД ФС РФ от 18 января 2001 г. № 1029-III ГД в связи с избранием главой администрации Ивановской области.
73. ↑  Выбыл 8 декабря 2000 г. согласно Постановлению ГД ФС РФ от 14 декабря 2000 г. № 928-III ГД в связи с избранием главой администрации Краснодарского края.
74. ↑  Передан вакантный мандат депутата Ермаковой Э. Л. (Постановление ЦИК РФ от 14 апреля 2003 г. № 3/13-IV).
75. ↑  Скончался 18 июня 2003 г.; полномочия прекращены согласно Постановлению ГД ФС РФ от 12 сентября 2003 г. № 4312-III ГД.
76. ↑  Выбыл 8 августа 2001 г. согласно Постановлению ГД ФС РФ от 20 сентября 2001 г. № 1868-III ГД в связи со вступлением в должность губернатора Нижегородской области.
77. ↑  Занял депутатский мандат по итогам повторных выборов депутата ГД ФС РФ третьего созыва по Владивостокскому одномандатному избирательному округу № 50, Приморский край (Постановление ЦИК РФ от 7 апреля 2000 г. № 99/1112-III).
78. ↑  Выбыл 21 мая 2001 г. согласно Постановлению ГД ФС РФ от 24 мая 2001 г. № 1564-III ГД в связи с назначением на должность Чрезвычайного и Полномочного Посла Российской Федерации на Украине.
79. ↑  Занял вакантный мандат депутата Лузина Г. П. по итогам повторных дополнительных выборов депутата ГД ФС РФ третьего созыва по Мончегорскому одномандатному избирательному округу № 115, Мурманская область (Постановление ЦИК РФ от 8 декабря 2000 г. № 117/1193-III).
80. ↑  Выбыл 25 сентября 2002 г. согласно Постановлению ГД ФС РФ от 9 октября 2002 г. № 3102-III ГД в связи с избранием на должность председателя Наблюдательного совета ИГ «Ренессанс Капитал».
81. ↑  Выбыл 16 апреля 2001 г. согласно Постановлению ГД ФС РФ от 19 апреля 2001 г. № 1410-III ГД в связи с назначением на должность аудитора Счётной палаты РФ.
82. ↑  Скончался 3 июля 2003 г.; полномочия прекращены согласно Постановлению ГД ФС РФ от 12 сентября 2003 г. № 4313-III ГД.
83. ↑  Передан вакантный мандат депутата Головлёва В. И. (Постановление ЦИК РФ от 24 сентября 2002 г. № 158/1394-III).
84. ↑  Передан вакантный мандат депутата Малышева В. И. (Постановление ЦИК РФ от 2 февраля 2001 г. № 121/1211-III).
85. ↑  Погиб в результате покушения 17 апреля 2003 г.; полномочия прекращены согласно Постановлению ГД ФС РФ от 14 мая 2003 г. № 4000-III ГД.
86. ↑  Признанные вакантными мандаты были замещены депутатами, включёнными в Постановления ЦИК РФ от 10 января 2000 г. № 68/777-III и от 14 января 2000 г. № 69/779-III «О регистрации депутатов Государственной Думы Федерального Собрания Российской Федерации третьего созыва, избранных по федеральному избирательному округу».